# NB-3 Jadran
NB-3 Jadran bio je naoružani brod u sastavu mornarice NOVJ. Prije prenamjene u partizanski naoružani brod u rujnu 1943., koristio se kao tunolovac.
Nakon završetka rata vratio se svojoj mirnodopskoj namjeni.

## Zapovijednici
- Tihomir Vilović[1]